# Amalrich (Hennegau)
Amalrich († 973) war ein Graf im Hennegau.
Amalrich wurde nach der Vertreibung der Reginare und der Aufteilung des Hennegau im Jahr 957/958 durch den lotharingischen Herzog Brun als Graf in Valenciennes eingesetzt. Etwa um dieselbe Zeit erwirkte Bischof Fulbert von Cambrai die Aufhebung der Ehe Amalrichs mit einer Tochter des Grafen Isaak von Cambrai.
In einer Schenkungsurkunde Kaiser Ottos I. des Großen an die Abtei von Crespin, ausgestellt am 12. Februar 973, wird Amalrich letztmals als Zeuge genannt. Er dürfte kurz darauf gestorben sein, da noch im selben Jahr Werner als Graf der Mark Valenciennes auftritt.
Amalrich vom Hennegau wird auch als Stammvater des Hauses Montfort-l’Amaury in Betracht gezogen. Der Vater des ersten belegbaren Herrn von Montfort, Amalrich I., sei ein gewisser „Wilhelm von Hennegau“ gewesen, der wiederum ein Sohn des Hennegaugrafen gewesen wäre. Diese Annahme wird allerdings durch keine zeitgenössischen Quellen gestützt.